# Oman aux Jeux olympiques d'été de 1992
Oman a envoyé 5 athlètes aux Jeux olympiques de 1992 à Barcelone en Espagne.

## Résultats

### Athlétisme
800 m Hommes
- Abdullah Mohamed Al-Anbari : 1er tour (1 min 50 s 72)

200 m Hommes
- Abdullah Salem Al-Khalidi : 1er tour (22 s 48)

400 m Hommes
- Mohamed Al-Malky : 1er tour (48 s 00)

100 m Hommes
- Moamari Ahmed Al-Bashir : 1er tour (11 s 58)

### Tir
Carabine couché à 50 m Hommes (petit calibre)
- Khalifa Al-Khatry : 43e place